# Partit Comunista d'El Salvador
Partit Comunista d'El Salvador (PCS) és un partit històric del Salvador i una de les cinc faccions integrants del Frente Farabundo Martí para la Liberación Nacional (FMLN).
Va ser fundat el 30 de març de 1930. El 1932 es va adherir al moviment insurgent conduït per dirigents indígenes, entre els que estaven Feliciano Ama, Francisco Sánchez i Modesto Ramírez.
Alguns membres del PCS van participar en les jornades cíviques d'abril de 1944. Aquell mateix mes, els comunistes van fundar la Unión Nacional de Trabajadores (UNT).
El 12 de desembre de 1944, membres del PCS van participar en el combat del Llano del Espino, Ahuachapán, intent de diferents grups de fer una revolta armada per enderrocar el govern de l'oligarquia salvadorenca que va ser avortat per l'exèrcit. El 1967 va participar en el partit Acción Renovadora. En 1969 va donar suport a les forces armades i a l'oligarquia salvadorenca en la guerra contra Hondures.
El 1970 va participar en el partit Unión Democrática Nacionalista; i de 1972 a 1977 en la Unión Nacional Opositora (UNO). Fins a finals dels anys setanta, el PCS sempre va considerar que la lluita guerrillera era impossible al Salvador i que l'únic que podia ocórrer era la insurrecció. El 1979, van haver de reconèixer que estaven equivocats i van formar les Fuerzas Armadas de Liberación (FAL) per incorporar-se a la lluita de guerrilles que ja s'havia consolidat al país.
El 10 d'octubre de 1980, juntament amb tres altres formacions polítiques (una cinquena s'hi afegiria més tard), formaren el Frente Farabundo Martí para la Liberación Nacional (FMLN). En 1992 se signen els Acords de Pau de Chapultepec. El 5 d'agost de 1995, en el IX Congrés extraordinari del partit, decideix dissoldre's, juntament amb les altres quatres faccions. Desapareixeren les estructures internes dels cinc partits integrants del FMLN, formant-se una organització única.
En l'actualitat, els seus antics militants formen part dels anomenats "ortodoxos" dins del FMLN, oposats als "renovadors" (militants de les antigues FPL). Tensions entre ambdós grups van dur a renúncies d'alguns militants al juny (305 militants) i juliol (305) del 2005.
El candidat del FMLN a les darreres eleccions presidencials de 2004 va ser l'històric dirigent del PCS, Schafik Handal, qui va ser derrotat per l'ultradretà Elías Antonio Saca González (ARENA).